# Frontière entre l'Allemagne et la Suisse
La frontière entre l'Allemagne et la Suisse  est la frontière internationale séparant la République fédérale d’Allemagne et la Confédération suisse. C'est l'une des frontières intérieures de l'espace Schengen.   

## Caractéristiques
La majeure partie de son tracé correspond à la limite naturelle que forme le Rhin (le Haut-Rhin sur sa partie ouest et le lac de Constance pour la partie est). La frontière entre les deux pays est cependant constituée de deux sections distinctes.

### Section principale
La section principale suit une direction générale est/ouest, sur 363,71 km. Elle débute au tripoint où se rejoignent les frontières franco-allemande et franco-suisse sur le Rhin (matérialisé sur la rive bâloise par le monument du Dreiländereck).
Elle englobe les communes suisses de Riehen et Bettingen, ainsi que les quartiers bâlois situés sur la rive droite du fleuve, puis court au milieu de celui-ci jusqu'au niveau de la localité allemande de Hohentengen am Hochrhein. Là, elle suit alors les contours de la succession de territoires suisses situés sur la rive droite formant le canton de Schaffhouse, jusqu'à la ville allemande de Öhningen.
Ensuite, elle continue à suivre le cours du Rhin partageant les deux parties du lac de Constance (l'Untersee, puis l'Obersee). Le tripoint formé par les frontières germano-autrichienne et entre austro-suisse, terminant la frontière germano-suisse, se trouve, selon certaines interprétations, au milieu du lac, divise celui-ci entre les trois états riverains (Suisse, Allemagne et Autriche).
Dans le lac de Constance, la frontière n'est pas clairement définie : la Suisse considère que celle-ci passe par le milieu du lac, tandis que l'Autriche considère le lac comme un condominium sous la souveraineté conjointe des trois pays qui le bordent. L'Allemagne, elle, n'a pas de position claire sur la question.

### Seconde section

Carte de la région du canton de Schaffhouse et de l'enclave allemande de Büsingen (en rouge)

La deuxième section se trouve environ au milieu de la section principale. Elle entoure l'enclave allemande de Büsingen, située à l'est de la ville suisse de Schaffhouse sur la rive droite du Rhin où elle est cernée par le canton de Schaffhouse, tandis qu’elle est bordée sur la rive gauche par les cantons de Thurgovie et Zurich.

Douanes et bornes
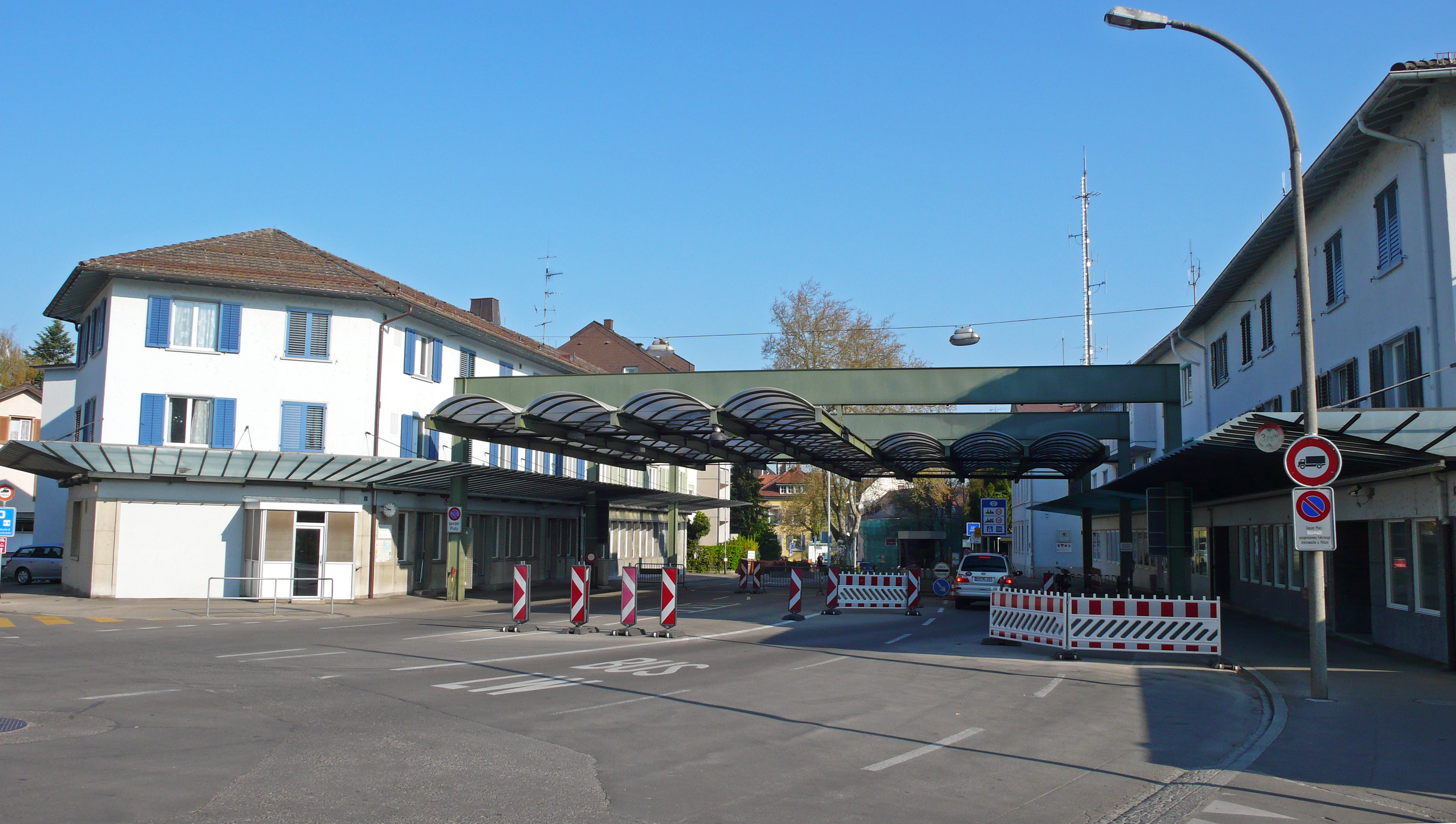
Poste de douane entre Kreuzlingen (TG) et Constance (D)
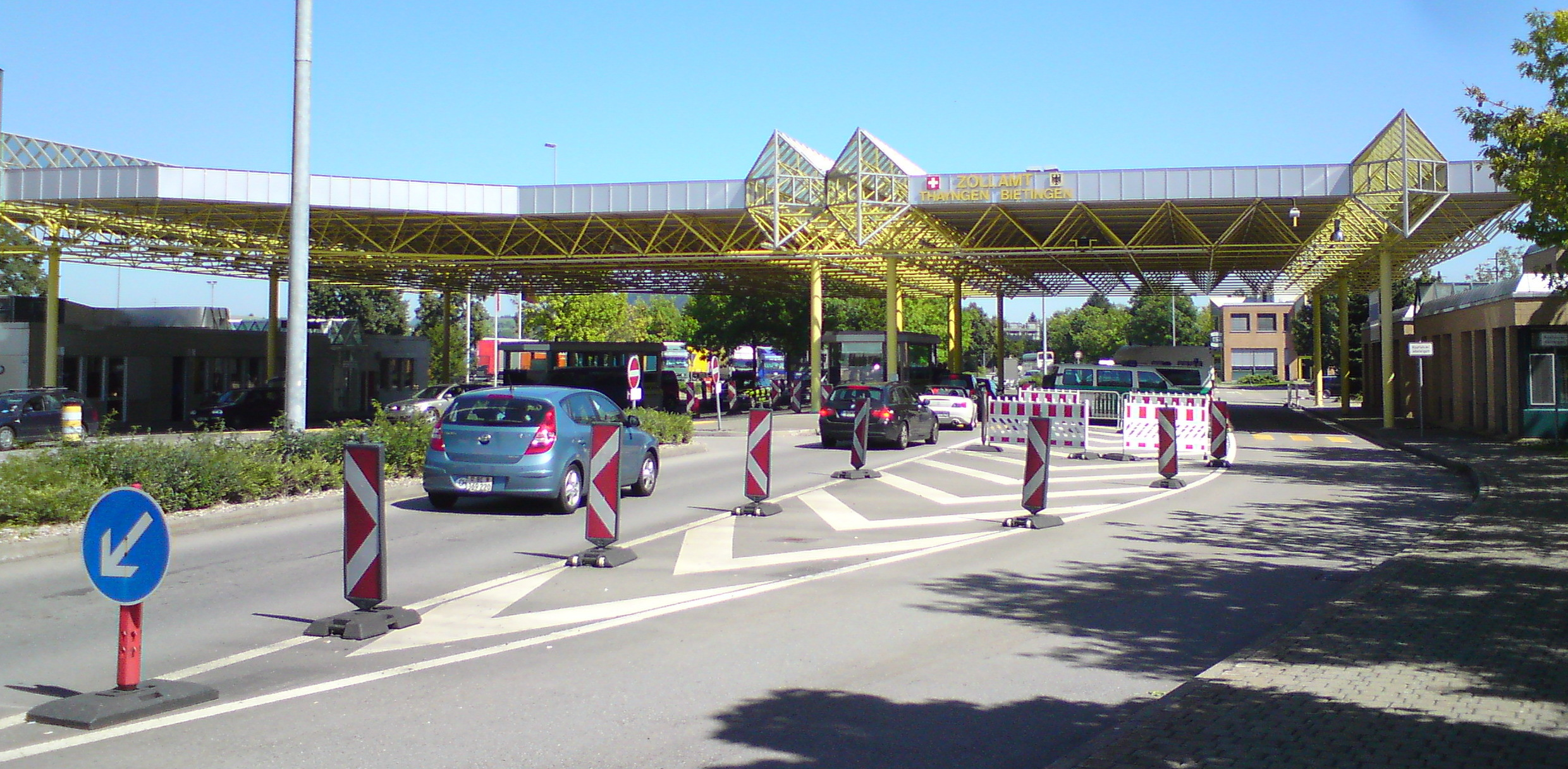
Poste de douane entre Thayngen (SH) et Bietingen (D)
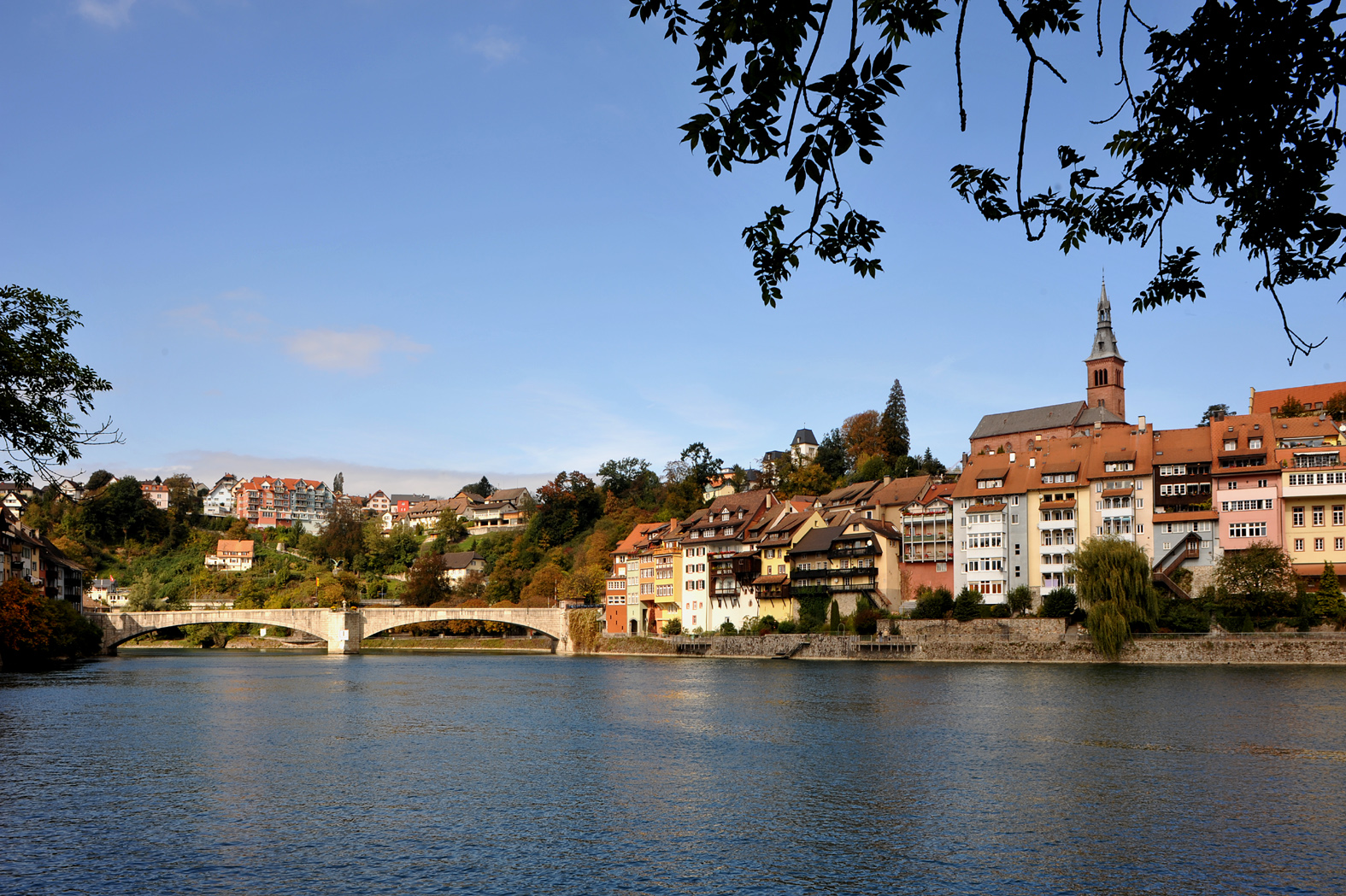
Pont entre Laufenburg (D) et Laufenburg (AG)
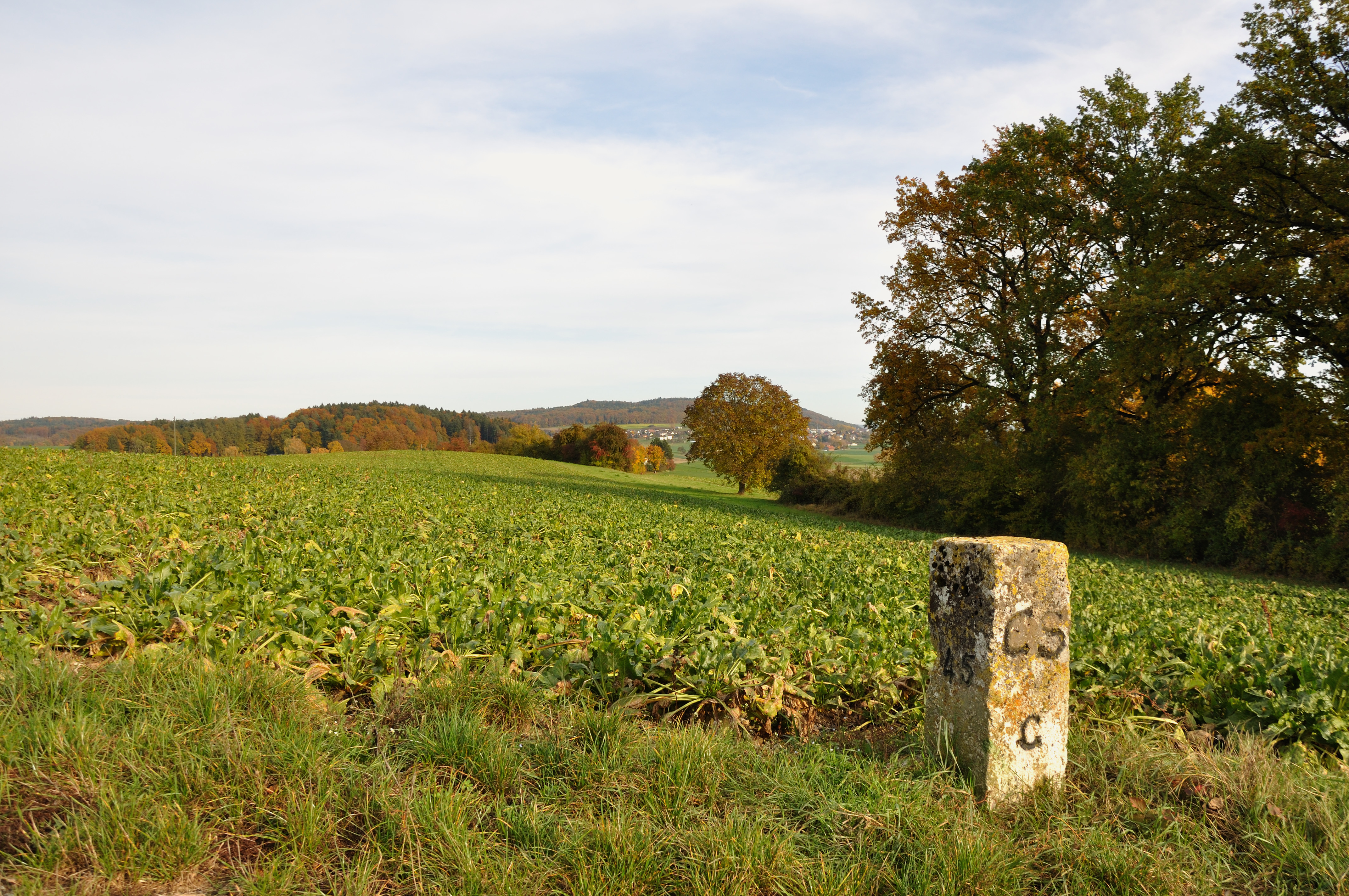
Borne frontière entre la Suisse et l'Allemagne près de Dörflingen (SH)
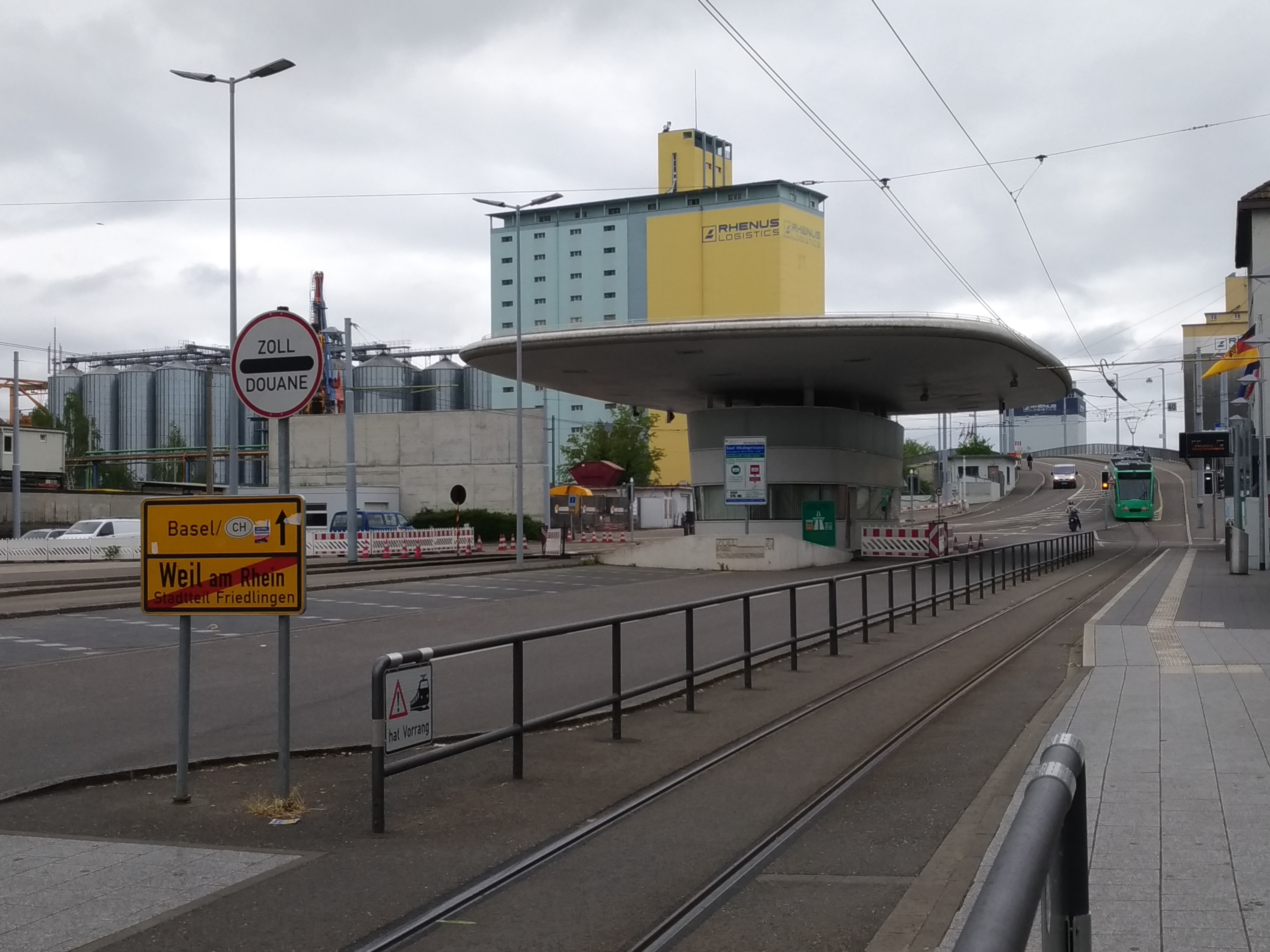
Poste de douane entre Bâle (BL) et Weil am Rhein

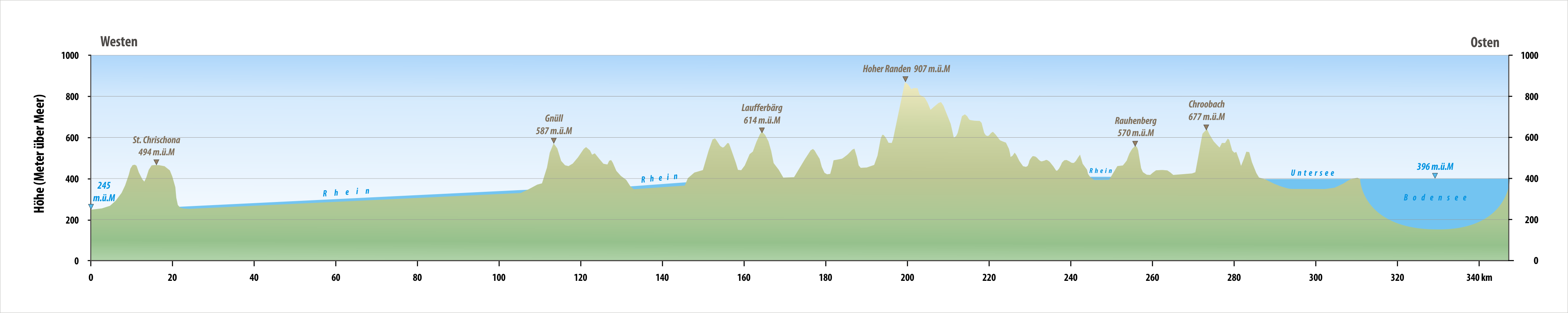
Profil altimétrique